# Tatsuki Fujimoto
Tatsuki Fujimoto (藤本タツキ?, Fujimoto Tatsuki; Nikaho, 10 ottobre 1993) è un fumettista giapponese.
È principalmente noto per essere l'autore di Fire Punch, Look Back e Chainsaw Man.

## Biografia
Fin da bambino si è dedicato molto al disegno, non aveva a disposizione scuole preparatorie quindi frequentava i corsi di disegno a cui prendevano parte anche i suoi nonni, solo ai tempi della scuola superiore si è dedicato maggiormente al disegno. Laureato in pittura occidentale nel 2014 all'università di arte e design di Tohoku a Yamagata. Per un periodo era arrivato al punto di inviare una storia diversa al giorno alle case editrici nel tentativo di essere pubblicato. Si trasferisce a Tokyo quando viene decisa la pubblicazione di Fire Punch. In quanto lettore di Monthly Shōnen Jump e poi di Jump Square sperava di essere pubblicato su quest'ultima rivista ma il suo primo lavoro Fire Punch è stato pubblicato su Shonen Jump+ a cadenza settimanale. Nella realizzazione di Fire Punch è stato affiancato da Yūji Kaku come assistente.
Per il suo one-shot Love is Blind ha ricevuto una menzione speciale nel 2014 al premio dedicato ai nuovi autori. In preparazione della pubblicazione di Fire Punch il suo editore, Shihei Hayashi, ha inviato a Fujimoto molto materiale da cui imparare e trarre spunto, tra cui film e manga, di questi il preferito del mangaka è il film The Raid - Redenzione di Gareth Evans che è stato anche citato all'interno di una scena in Chainsaw Man.
Nel 2018 inizia la pubblicazione della sua nuova serie manga Chainsaw Man su Weekly Shōnen Jump per cui riceve la candidatura a premi tra cui il premio Shōgakukan e al premio Manga Taishō entrambi nel 2020, inoltre vince il Kono Manga ga Sugoi! per il 2021.
Oltre ai fumetti della Marvel Comics, tra gli autori che lo hanno ispirato c'è Hiroaki Samura così come La malinconia di Haruhi Suzumiya, la trilogia di Spider-Man di Sam Raimi, Hyouka, Mack, ma che principe sei?, Nichijou, Kamichu!, Shin-chan, i film della Pixar, Disney e dello studio Ghibli, oltre alle opere cinematografiche di Quentin Tarantino.

## Opere

### One-shot
- 2011 - Tetteleposan (テッテレポサンヌ?), pubblicato su Gekkan Comic Neet
- 2011 - Due galline nel cortile (庭には二羽ニワトリがいた?, Niwa ni wa Niwa Niwatori ga Ita), pubblicato su Shōnen Jump+
- 2013 - Sasaki ha fermato il proiettile (佐々木くんが銃弾止めた?, Sasaki-kun ga Judan Tometa)
- 2013 - L’amore è cieco (恋は盲目?, Koi wa Moumoku), pubblicato su Jump SQ.19
- 2014 - Shikaku (シカク?), pubblicato su Jump SQ.19
- 2014 - La rapsodia delle sirene (人魚ラプソディ?, Ningyo Rhapsody), pubblicato su Jump SQ.19
- 2015 - Nayuta della profezia (予言のナユタ?, Yogen no Nayuta), pubblicato su Jump Square
- 2017 - La malattia per cui al mio risveglio ero diventato una ragazza (目が覚めたら女の子になっていた病?, Me wo Sametara Onnanoko ni Natteita Byou), pubblicato su Shōnen Jump+
- 2018 - La sorella maggiore (妺の姉?, Imouto no Ane), pubblicato su Jump Square
- 2021 - Look Back (ルックバック?, Rukku Bakku), pubblicato su Shōnen Jump+, Star Comics ISBN 978-8822636775
- 2022 - Goodbye, Eri (さよなら絵梨?, Sayonara Eri), pubblicato su Shōnen Jump+, Star Comics
- 2022 - Just Listen to the Song (フツーに聞いてくれ?, Futsū ni Kiitekure) disegni di Oto Tōda, pubblicato su Shōnen Jump+

### Raccolte
- 2021 - Tatsuki Fujimoto Short stories 17-21 (藤本タツキ短編集 17-21?, Fujimoto Tatsuki Tanpenshū), Star Comics ISBN 978-8822635471
- 2021 - Tatsuki Fujimoto Short stories 22-26 (藤本タツキ短編集 22-26?, Fujimoto Tatsuki Tanpenshū), Star Comics ISBN 978-8822635518

### Serie
- 2016-2018 - Fire Punch (ファイアパンチ?, Faia Panchi), Star Comics
- 2018-in corso - Chainsaw Man (チェンソーマン?, Chensō Man), Panini